# Козара (національний парк)
Національний парк Козара (серб. Национални парк Козара) — національний парк в Республіці Сербській. Парк площею в 3520 гектарів був створений в 1987 році з метою захисту культурної, історичної та природної спадщини в околицях гори Козара. Національний парк Козара входить у Федерацію національних парків Європи — EUROPARC.
Центральну частину парку займає плато Мраковиця. Є й інші гори і височини: Гола планіна (876 м.), Рудине (750 м.), Ярчевіца (740 м.), Главуша (793 м.), Бешич-Поляна (784 м.), Врновачка-Глава (719 м.), Бенковац-Юрішіна коса (705 м.), Шупльіковац (652 м.), Зечійі-Камен (667 м.), Козарачкі-Камен (659 м.) і ін.
У цих місцях в 1942 році відбулася відома битва на Козарі.